# Schloss Strannersdorf

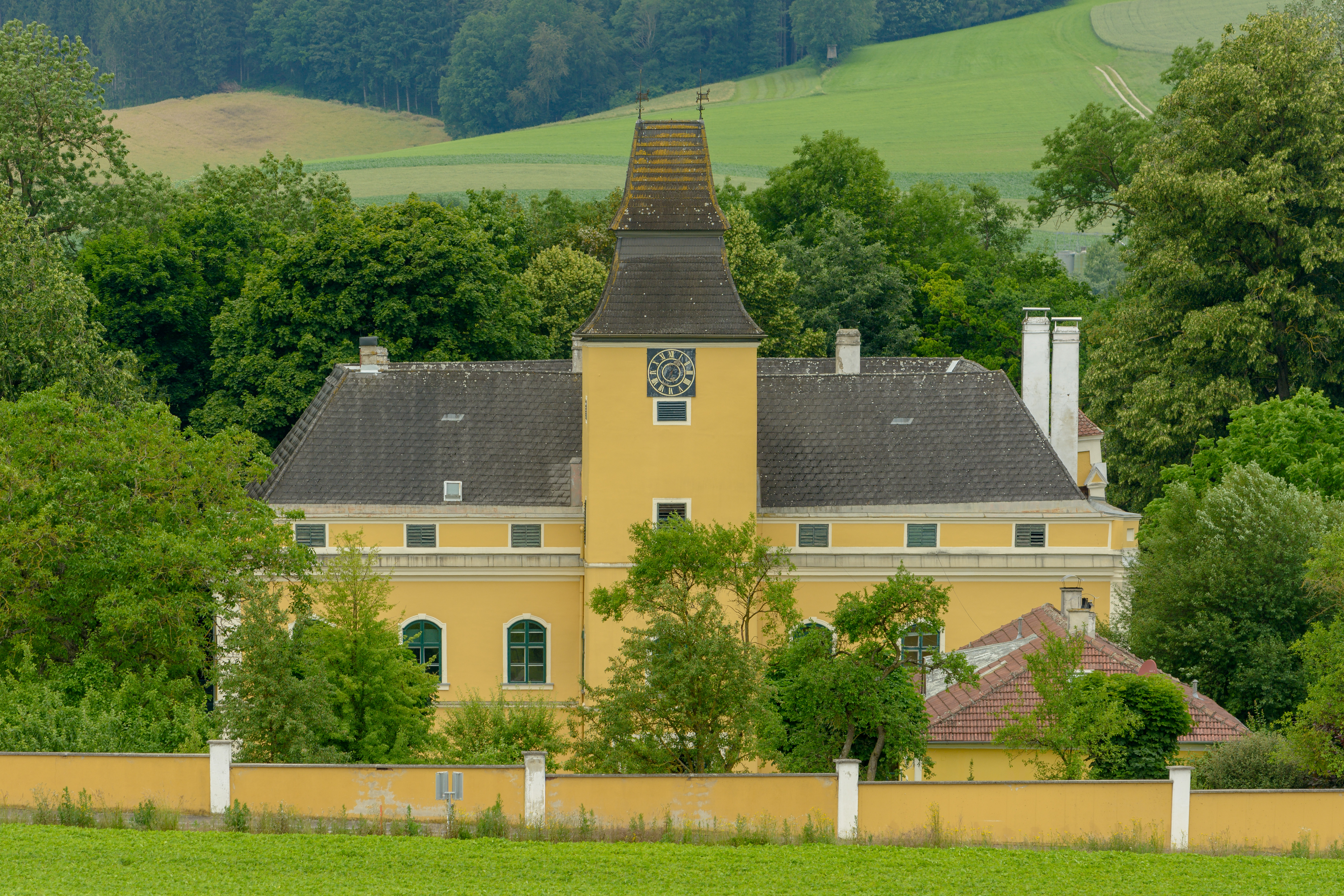
Schloss Strannersdorf (2020)

Das Schloss Strannersdorf liegt westlich von Mank im Mostviertel.
Eine Burg an dieser Stelle wurde schon Mitte des 14. Jahrhunderts erwähnt. Sie wurde von den Herren von Walsee im 15. Jahrhundert neu gebaut, nachdem diese ihre Stammburg verloren hatten. Im frühen 16. Jahrhundert übernahm das Geschlecht der Steinberger die Wehranlage und wandelten sie zum heute noch stehenden Schloss um; die heutige neobarocke Fassade mit dem Turmhelm stammt allerdings von einer Modernisierung aus den Jahren 1888/89.

## Die Herrschaft Strannersdorf um 1837
Wie fast jede Burg und jedes Schloss, bildete auch Strannersdorf bis zur Aufhebung der Grundherrschaft im Jahr 1848 eine eigene Herrschaft. Über das Gebiet der Herrschaft Strannersdorf ist in Darstellung des Erzherzogthums Oesterreich unter der Ens folgendes zu lesen:

„Diese besitzt die Ortsobrigkeit über die Dörfer: Freyn, Fleischessen, Fritzberg, Grieß, Grünegg, Haus, Hörgstberg, Hörsdorf, Kälberhardt, Loitsbach, Markt Mank, Neuberg, Podendorf, Pölla, Rinn, Ritzenberg, Stranersdorf und Wies.“